# مسجد جامع زنجان

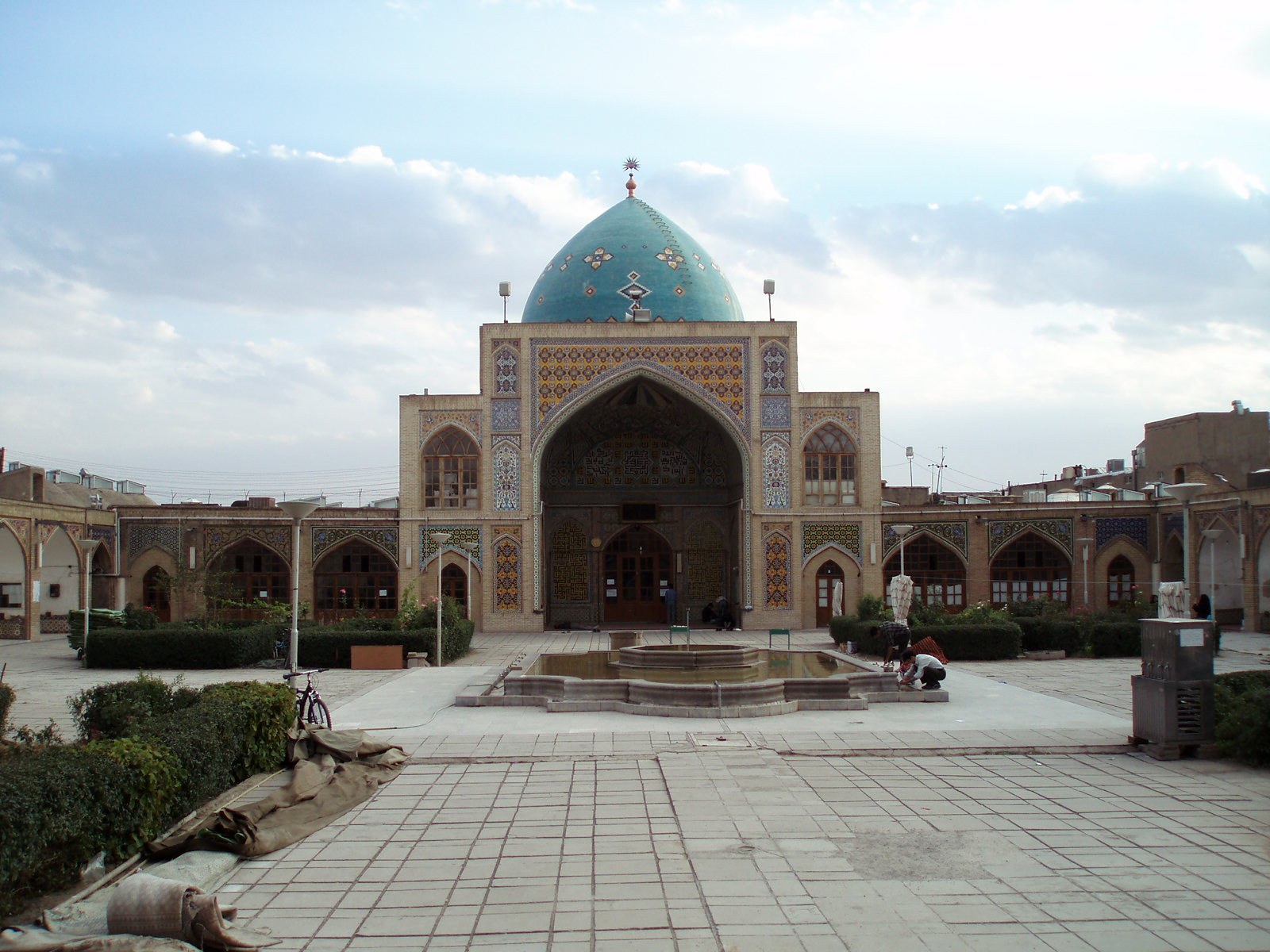
نمایی از مسجد جامع زنجان

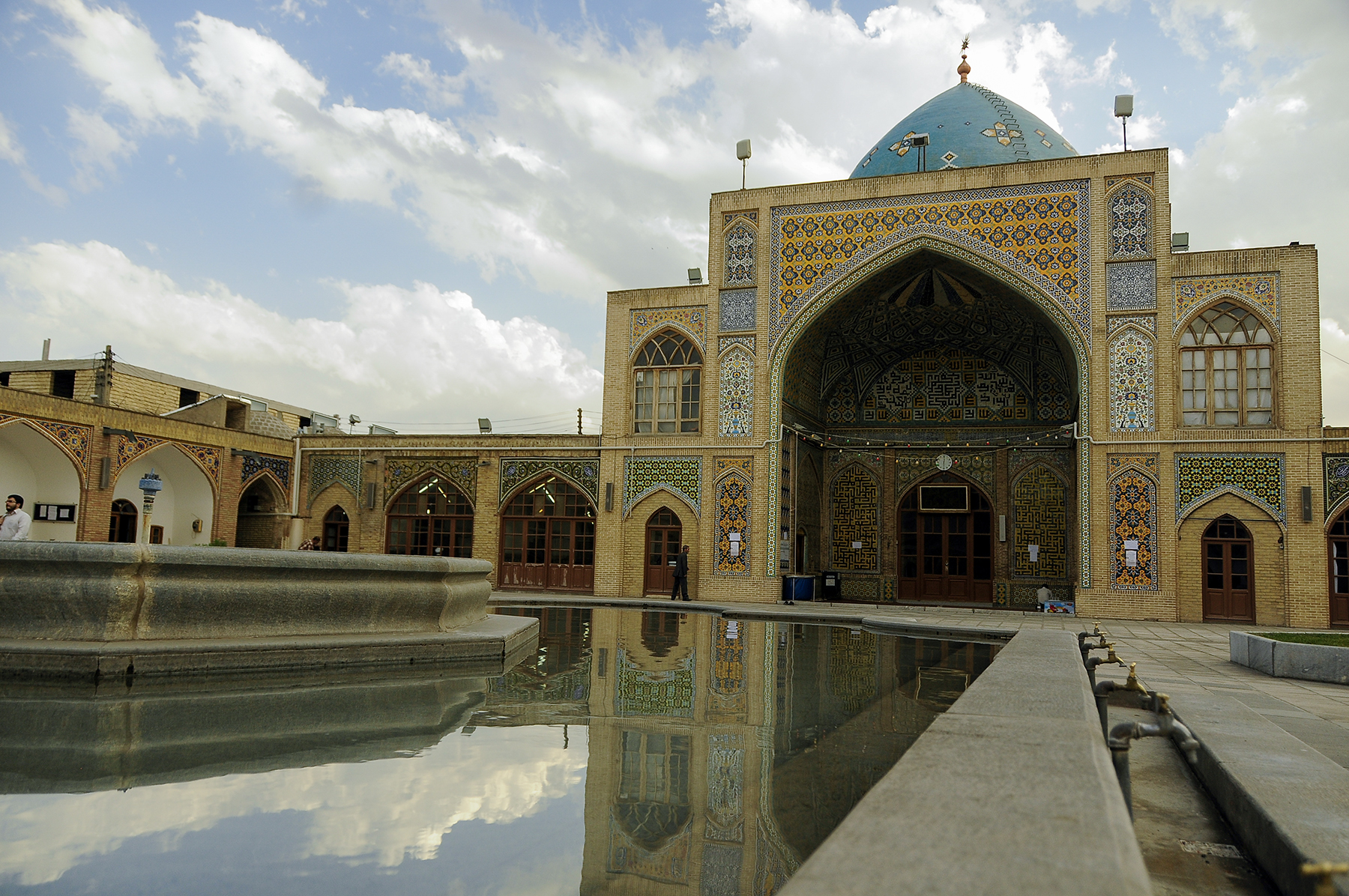
نمایی از ایوان مسجد جامع زنجان

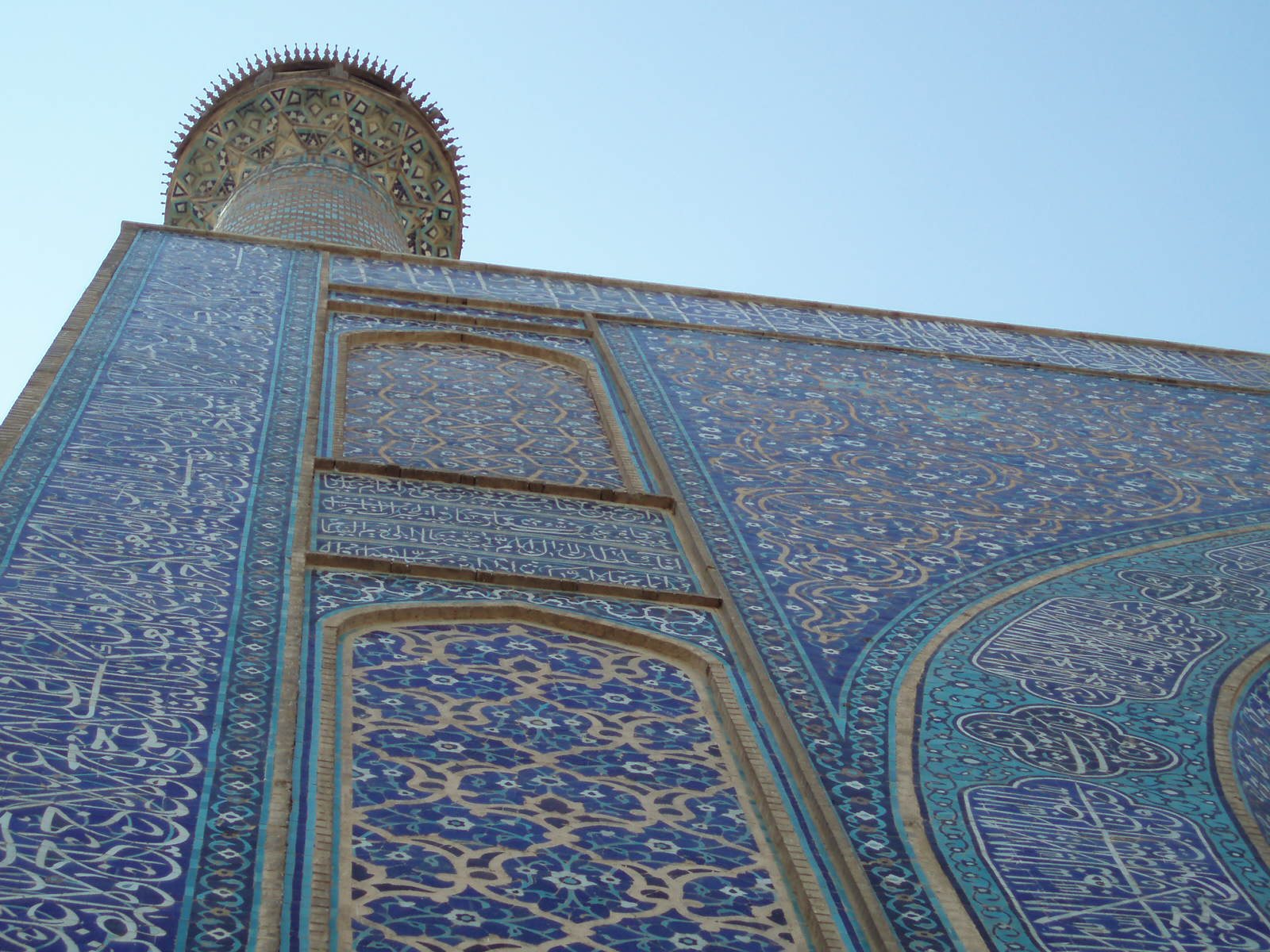
نمایی از کاشی‌کاری مسجد جامع زنجان

مسجد و مدرسهٔ جامع زنجان معروف به مسجد سید و مسجد جامع سید (سلطانی) مربوط به اوایل دوره قاجار است و در زنجان، جنوب سبزه میدان واقع شده و این اثر با نام «مسجد جامع سید (سلطانی)» در تاریخ ۱۰ اردیبهشت ۱۳۴۲ با شمارهٔ ثبت ۱۰۵۶ به‌عنوان یکی از آثار ملی ایران به ثبت رسیده‌است.

## پیشینه
مسجد و مدرسه جامع زنجان در قرن سیزدهم هجری قمری (سال ۱۲۴۲) در دوره قاجاریه توسط یکی از پسران فتحعلی شاه قاجار به نام عبدالله میرزا دارا که مرید سید محمد مجتهد سردانی بود ساخته شد تا مرکز تدریس، اقامه نماز و مراجعات مردمی این مجتهد زنجانی باشد. خاندان حسینی زنجانی از آن زمان تا کنون تولیت مسجد را به عهده دارند. این مسجد که در قلب بافت قدیمی شهر و در مکان مناسبی از نظر دسترسی قرار گرفته‌است، از سمت باختر با بازار قیصریه، از سمت خاور با کوچه مسجد سید و از سوی شمال با خیابان امام خمینی و سبزه میدان درارتباط است. این مسجد در دوره زندگانی بانی آن به نام‌های مسجد دارا، مسجد سید، مسجد سلطانی و مسجد جمعه نیز خوانده می‌شده‌است.
این مجموعه تاریخی که در شمار بزرگ‌ترین و زیباترین مساجد و مدارس دینی زنجان است، یکی از بناهای ارزشمند ساخته شده بر اساس طرح مساجد چهار ایوانی می‌باشد. ایوان‌های چهارگانه‌ای که در چهار ضلع مسجد به شکل قرینه قرار گرفته‌اند، بیش تر از هر چیزی در صحن مسجد، خودنمایی می‌کند. صحن این مسجد مانند سایر مساجد چهار ایوانی، به شکل مربع مستطیل است و ۴۸ متر طول و ۳۶ متر عرض دارد.
در گذشته وسط صحن مسجد یک واحد حوضی بوده که گرداگرد آن را به استثنای جلوی حجرات و شبستان‌ها، باغچه‌های پرگل و گیاه پوشانده بود که بعدها به دلایل نامعقولی از بین رفته‌است. در ایوان‌های خاوری و باختری ۱۶ حجره به‌طور قرینه و در جبهه شمالی نیز ۶ واحد حجره جهت طلاب علوم دینی قرار ساخته شده‌است. در سطوح ایوان‌های شمالی و جنوبی تزییناتی مانند خط بنایی، کاشی معقلی و نگاره‌های گیاهی با تکنیک کاشی هفت رنگ، به سبک هنری دوره قاجار و بیش تر با استفاده از رنگ‌های سیاه و زرد به چشم می‌خورد.
شبستان گنبد دار فضایی به عرض ۷٫۹۰ متر و طول۸٫۵۰ متراست که بدون واسطه در پشت ایوان جنوبی قرار گرفته و از جهت باختری و خاوری با شبستان‌های طرفین و از طرف شمالی با ایوان جنوبی در ارتباط است. بر فراز این شبستان، گنبد عظیمی بر جرزهای سنگین به ضخامت ۲۰٫۳۰ متر استوار گردیده‌است. گنبد این مسجد که از نوع دو جداره بوده و با کاشی‌های فیروزه‌ای پوشانده شده، از گنبدهایی است که بدون گوشواره و ترنبه بر روی جرزهای چهارگانه ضخیم نشسته‌است. سوره مبارکه الدهر با خط ثلث بر روی این گنبد نقش بسته و بر زیبایی آن افزوده‌است. در نوک بنای گنبد، علامتی از برنز به شکل گوی وجود دارد.
کتابخانه حسینی در طبقه فوقانی این مسجد قرار دارد.

## موقوفات مسجد و مدرسه جامع
عبدالله میرزا پس از ساخت مسجد و مدرسه مقادیر زیادی موقوفه را ضمیمه این مسجد و مدرسه می‌کند تا پشتوانه اداره مسجد شود. این موقوفات که در سندی گردآوری شده به این قرار است: (در حال حاضر اصل سند موجود است)
1. روستای لگاحی شش دانگ.
2. روستای شیلاخور شش دانگ.

۳. دکاکین بازار قیصریه ۶۳ باب دکان و ۴ باب خواجه‌نشین.
1. حمام واقع در پشت مسجد و سمت شرق بازار قیصریه معروف به حمام شاهی.
2. طاحونه والارود.
3. روستای گلجیک (مقدار مشخص نیست).
4. طاحونه گلجیک شش دانگ.

## موارد مصرف موقوفات
۱. برای مدرس و مؤذن و خادم از قرار مدرس ۱۰۰ تومان نقد، ۱۱ خروار جنس و مؤذن ۳۰ تومان نقد و ۳ خروار جنس، خادم ۴۰ تومان نقد و ۳ خروار جنس.
۲. برای حجره‌هایی که طلبه دارند ۸۰ تومان نقد، ۴۰ خروار جنس (که ۲۰ باب حجره هر باب دو نفر طلبه برای هر یک ۲ تومان نقد و یک خروار جنس می‌شود).
۳. فراش ۴۰ تومان نقد، ۱۰ خروار جنس.
۴. متولی ۱۰۰ تومان نقد، ۱۰ خروار جنس.
۵. ناظر به اندازه متولی.
۶. تعمیرات مسجد و مدرسه ۲۹۰ تومان نقد و ۳۰ خروار جنس؛
لازم است ذکر شود این موقوفات مربوط به ۱۹۳ سال قبل می‌باشد و مقادیر یادشده به‌طور سالیانه داده می‌شود (تاریخ سند این موقوفات به تاریخ تأسیس مسجد و مدرسه بر می‌گردد).

## چگونگی نظارت و تولیت بر مسجد و مدرسه
امر نظارت مسجد و مدرسه و اعیان موقوفات در زمان حیات مؤسس با خود او و پس از او به فرزند ارشد ذکور و اولادان ذکور نسل‌های بعد او می‌باشد. (بعدها به دلیل از میان رفتن سلسلةالنسب مشکلاتی در امر نظارت و مدیریت مسجد و مدرسه پیش آمد).
امر تولیت در زمان واقف و مؤسس مسجد بر عهده سیدمحمد طارمی سردانی بوده و سپس به اولاد ذکور پس از او رسیده‌است.